# Wayland (Missouri)
Wayland – miasto w Stanach Zjednoczonych, w stanie Missouri, w hrabstwie Clark.